# رجاء بن سلامة
رجاء بن سلامة باحثة وكاتبة تونسية، ولدت في 2 أوت 1968. تحصلت على شهادة الأستاذية في اللغة والآداب والحضارة العربية عام 1985 من دار المعلمين العليا بتونس، ثم على شهادة التبريز في اللّغة والآداب والحضارة العربيّة عام 1988 من كلية الآداب والعلوم الإنسانية بتونس، ثم على شهادة دكتوراه الدولة في اللغة والآداب والحضارة العربية بأطروحة عنوانها «العشق والكتابة: قراءة في الموروث». درست أيضا التحليل النفسي بتونس وبفرنسا، وهي أحد الأعضاء المؤسسين لرابطة العقلانيين العرب، ولجمعية «بيان الحريات بفرنسا»، و"للجمعية الثقافية التونسية للدفاع عن اللائكية". وهي حاليًا محللة نفسية، كما تعمل كرئيسة تحرير لمجلة الأوان.

## مؤلفاتها
- الشعرية، تأليف: تزيفتان تودوروف، ترجمة: شكري المبخوت ورجاء بن سلامة، دار توبقال، الدار البيضاء 1987.[3]
- الموت وطقوسه من خلال صحيحي البخاري ومسلم، دار الجنوب، تونس (مدينة) 1997.[3]
- صمت البيان، القاهرة، المجلس الأعلى للثقافة، 1999.[4]
- العشق والكتابة، دار الجمل، كولونيا 2003.[5]
- نقد الثوابت: آراء في العنف والتمييز والمصادرة، دار الطليعة ورابطة العقلانيين العرب، بيروت 2005.[6]
- بنيان الفحولة: أبحاث في المذكر والمؤنث، دار بترا، دمشق 2005، دار المعرفة، تونس 2006.[7]
- في نقد إنسان الجموع، دار الطليعة ورابطة العقلانيين العرب، بيروت 2008.[8]
- الإسلام والتحليل النفسي، تأليف: فتحي بن سلامة، ترجمة: رجاء بن سلامة، دار الساقي ورابطة العقلانيين العرب، لندن 2008.[9]
- Les Mots du monde: Masculin –féminin: Pour un dialogue entre les cultures. Drucilla Cornell, Genevieve Fraisse, Seemanthini Niranjana, Raja Ben Slama, Linda Waldman, Li Xiao-Jian, et édité par: Nadia Tazi, Paris, La Découverte, 2004.[10]

### وصلات خارجية
- روافد الربيع العربي: حوار توثيقي مع رجاء بن سلامة)16 يونيو 2011(. العربية نت
- روافد: حوار توثيقي مع رجاء بن سلامة. العربية نت
- الدكتورة رجاء بن سلامة على موقع ديوان العرب.
- مقالة بعنوان «رجاء بن سلامة ترى أن الحب العذري ظاهرة ثقافية. الموضوعية في دراسة التراث وهم!!» على موقع الأهرام العربي.
- موقع الأوان